# Jean Audu
Jean Bertrand Audu (* 18. November 1908 in Montréjeau; † 29. Juni 1978 in Kristiansand) war ein französischer Tierarzt und Politiker.

## Leben
Jean Audu machte an der École nationale vétérinaire de Toulouse eine Ausbildung als Tierarzt, die er 1931 abschloss. Er heiratete 1934 Edith Irwin. Das Paar übersiedelte 1939 nach Tschad in Französisch-Äquatorialafrika, wo es sich 1940 der Résistance anschloss. Jean Audu wollte für die Forces françaises libres unter dem Kommando von Jacques-Philippe Leclerc nach Norden ziehen, erkrankte jedoch an einem Lungenödem. Nach Aufenthalten in Französisch-Kongo, Belgisch-Kongo und Südafrika reiste er 1943 zu ärztlichen Untersuchungen nach England. Dort war er schließlich 1944 so weit genesen, dass er zu den Widerstandstruppen zurückkehren konnte.
Nach dem Zweiten Weltkrieg ließ sich Audu als Tierarzt in Niger in Französisch-Westafrika nieder. Er wurde Parteimitglied der 1948 gegründeten Union unabhängiger Nigrer und Sympathisanten (UNIS), der auch andere in Niger lebende Franzosen wie Fernand Balay und Francis Borrey angehörten. Eine Gruppe von Franzosen um Audu gründete 1953 ihre eigene Partei, den wenig bekannten Rassemblement pour la France (RPF). Bei den Wahlen zur parlamentarischen Versammlung der Union française am 10. Oktober 1953 gewann Audu für den RPF einen der drei für Niger vorgesehenen Sitze. Die beiden anderen gingen an Adamou Mayaki und Issoufou Saïdou Djermakoye von der UNIS. Die Union française hörte 1958 zu bestehen auf.
Jean Audu war zuletzt als Tierarzt in Gourdan-Polignan in Südwestfrankreich tätig. Er starb 1978 im Alter von 69 Jahren.